# به سوی خانه ۲: گمشده در سان فرانسیسکو
به سوی خانه ۲: گمشده در سان فرانسیسکو (به انگلیسی: Homeward Bound II: Lost in San Francisco) فیلمی محصول سال ۱۹۹۶ و به کارگردانی دیوید آر الیس است. در این فیلم بازیگرانی همچون رابرت هیز، کیم گرایست، کوین چولا، ورونیکا لارن، بنجی تال، مایکل جی. فاکس، دان آمچی، مایکل ریسپولی، مکس پرلیچ، اندرو آیرلی، رالف ویت، مایکل بل، تیشا کمبل، آدام گلدبرگ، کارلا گوجینو، ترس مک‌نیل، راس مالینگر، جان پولیتو، سینباد، استیون توبولوسکی و باب اوکر ایفای نقش کرده‌اند.
این فیلم دنباله به سوی خانه: سفر باورنکردنی است.